# タイーク
タイークは、日本のお笑いコンビ。所属していた事務所は松竹芸能東京。
かつてのコンビ名は座敷ボウラー（ざしきボウラー）。2017年7月に、同じメンバーでコンビ名を現在のものに改めて再結成。

## メンバー
- 金井 貴史（かない たかし、1987年2月11日（38歳） - ）
  - 埼玉県狭山市出身[2]
  - 身長175cm、血液型はA型
  - ツッコミ担当
  - 詳細はカナイ (お笑い芸人)の項目を参照。

- 和田 佑（わだ たすく、1988年3月2日（37歳） - ）
  - 神奈川県横浜市出身[2]
  - 身長185cm、血液型はB型[2]
  - ボケ担当
  - 父親は会社の社長（2011年4月から）[3]。
  - 声量が多くあり、小学1年の時に既に小声ながら108デシベルを記録し、2012年にも123デシベルを記録したことがあった[4]。
  - 趣味はサイクリング、野球、ボウリング[2]。

## 略歴・概説
二人とも成蹊大学出身で大学時代の友人同士。卒業後、松竹芸能タレントスクールに20期生として入学（同期生にキンタロー。、エリザベータ、ひでよしっとなど）、同年4月1日に座敷ボウラー結成。このコンビ名は二人とも学生時代から毎日ボウリングをしていたことなどから付けた。
座敷ボウラー時代は、「脅威のボーカル」と言われた和田の歌唱力と美声を活かした漫才や、金井の飄々とした演技などのコント、和田がほとんど声主体で笑わせるものなど様々なネタを披露。2012年に『お笑いネタ日記GP』でグランプリ獲得（同年10月3日発表）、同年12月には松竹芸能のライブ『2012年総決算! ゲラゲラチャンピオンシップ』にて優勝。この優勝特典として2013年3月14日に初単独ライブ『座敷ボウラー単独ライブ～兎にも角にも～』（新宿角座）を開催。お互いビジネスパートナーとしての存在であることを嫌がり、コンビ時代は二人で同居していたほどで、お互いの仲の良さを大切にして活動していた。
しかし2015年5月、和田が体調不良により療養専念のため休養。当初座敷ボウラーは活動休止とされていたが、その後同年8月には正式に解散を発表。
その後は金井のみ『座敷ボウラー金井』として、2016年3月までピンで活動。2016年4月、元ブギーマンの鳥飼詠太とコンビ「青年タイアップ」を結成。青年タイアップは約1年の活動の後、鳥飼の芸能界引退のため、2017年3月14日の事務所ライブ『関東ゲラゲラSILVER』出演を最後に解散。金井は再びピンでの活動に転じる。
2017年7月6日、同じ金井と和田の2人でコンビ名を「タイーク」として再結成し、再スタートすることを発表。
2020年11月30日を以ってタイークは解散したことを発表（2度目の解散）。和田は引退、金井は再びピン芸人となって活動を続ける

## 出演
※金井貴史の単独出演については、カナイ (お笑い芸人)#出演を参照。

### テレビ
- 『ぷっ』すま（テレビ朝日）- 2013年4月9日、2015年1月27日
- カンニングのDAI安吉日!（BSフジ）
- 新人内さまライブチャンピオン大会（TOKYO MX）
- お笑いチャンピオンボウリング（フジテレビONE）
- かよえ!チュー学（東海テレビ）- 声の出演
- よゐこの企画案（フジテレビONE）」
- PON!（日本テレビ） - 突撃芸人
2015年4月からコンビで「突撃芸人」としてレギュラー出演、和田の休養（のち解散）後は金井一人でレギュラー出演。コンビ名に掛け、敷物にピンを立てて行う「座敷ボウリング」の企画を行っていた。
- ブラ迷相談部 その悩み!小杉と吉田まで（東海テレビ）- 2018年2月7日
- 新人内さまライブ　チャンピオン大会（TOKYO MX）
- 〜アナタの日常に“笑い”をお届け！〜デリ芸（関西テレビ）
- ○○万円あったら××できるでしょ？（テレ朝チャンネル）

### インターネット放送
- カフェスト♪ミュージック（ニコニコ生放送）- レギュラー出演

## 掲載
- Quick Japan（太田出版）
  - Vol.99（2011年12月）「松竹芸能タレントスクール現役生たちが叫ぶ We Are The 松竹芸能！」（座敷ボウラー時代の掲載）
  - Vol.105（2012年12月）「松竹芸能タレントスクール出身!! スーパールーキーたちが見た“プロの世界”」（座敷ボウラー時代の掲載）